# Ноноити
Ноноити (яп. 野々市市 Ноноити-си) — город в Японии, находящийся в префектуре Исикава. Площадь города составляет 13,56 км², население — 55 736 человек (1 июля 2014), плотность населения — 4110,32 чел./км². Получил статус города 11 ноября 2011 года.

## Географическое положение
Город расположен на острове Хонсю в префектуре Исикава региона Тюбу. С ним граничат города Канадзава и Хакусан.

## Население
Население города составляет 55 736 человек (1 июля 2014), а плотность — 4110,32 чел./км². Изменение численности населения с 1980 по 2005 годы:
| 1980 | 31 817 чел. |  |
| 1985 | 36 080 чел. |  |
| 1990 | 39 769 чел. |  |
| 1995 | 42 945 чел. |  |
| 2000 | 45 581 чел. |  |
| 2005 | 47 977 чел. |  |

## Символика
Деревом города считается камелия, цветком — камелия.